# لوكاس مينديز (صحفي)
لوكاس مينديز (بالبرتغالية: Lucas Mendes‏) هو صحفي برازيلي، ولد في 2 مايو 1944 في بيلو هوريزونتي في البرازيل.

## وصلات خارجية
- لوكاس مينديز على موقع IMDb (الإنجليزية)